# Bethe Correia
Bethe Correia, född 22 juni 1983 i Campina Grande, är en brasiliansk MMA-utövare som tävlade i organisationen Ultimate Fighting Championship från 2013 till 2020 varpå UFC valde att inte förlänga hennes kontrakt.

## Tävlingsfacit
| Resultat | Facit  | Motståndare              | Metod                    | Evenemang                             | Datum             | Rond | Tid  | Plats                     | Notering              |
| -------- | ------ | ------------------------ | ------------------------ | ------------------------------------- | ----------------- | ---- | ---- | ------------------------- | --------------------- |
| Vinst    | 1-0    | Daniela da Silva (BRA)   | Domslut (enhälligt)      | First Fight: Revelations              | 31 maj 2012       | 3    | 5:00 | Parnamirim, Brasilien     |                       |
| Vinst    | 2-0    | Daniely dos Santos (BRA) | Domslut (enhälligt)      | Fort MMA 2 – Higo vs. Kevin           | 27 juli 2012      | 3    | 5:00 | Mossoró, Brasilien        |                       |
| Vinst    | 3-0    | Elaine Albuquerque (BRA) | Domslut (enhälligt)      | Heat FC 4 – The Return                | 18 oktober 2012   | 3    | 5:00 | Natal, Brasilien          |                       |
| Vinst    | 4-0    | Anne Karoline (BRA)      | Domslut (enhälligt)      | Bokum Fight Championship              | 12 april 2013     | 3    | 5:00 | Aracaju, Brasilien        |                       |
| Vinst    | 5-0    | Juliete de Souza (BRA)   | TKO (slag)               | WCC – W-Combat 17                     | 1 juni 2013       | 2    | n/a  | Macapá, Brasilien         |                       |
| Vinst    | 6-0    | Erica Paes (BRA)         | Domslut (enhälligt)      | Jungle Fight 54                       | 29 juni 2013      | 3    | 5:00 | Barra do Piraí, Brasilien |                       |
| Vinst    | 7-0    | Julie Kedzie (USA)       | Domslut (delat)          | UFC Fight Night: Hunt vs. Bigfoot     | 7 december 2013   | 3    | 5:00 | Brisbane, Australien      |                       |
| Vinst    | 8-0    | Jessamyn Duke (USA)      | Domslut (enhälligt)      | UFC 172                               | 26 april 2014     | 3    | 5:00 | Baltimore, MD, USA        |                       |
| Vinst    | 9-0    | Shayna Baszler (USA)     | TKO (slag)               | UFC 177                               | 30 augusti 2014   | 2    | 1:56 | Sacramento, CA, USA       |                       |
| Förlust  | 9-1    | Ronda Rousey (USA)       | KO (slag)                | UFC 190                               | 1 augusti 2015    | 1    | 0:34 | Rio de Janeiro, Brasilien | För bantamviktstiteln |
| Förlust  | 9-2    | Raquel Pennington (USA)  | Domslut (delat)          | UFC on Fox: Teixeira vs. Evans        | 16 april 2016     | 3    | 5:00 | Tampa, FL, USA            |                       |
| Vinst    | 10-2   | Jessica Eye (USA)        | Domslut (delat)          | UFC 203                               | 10 september 2016 | 3    | 5:00 | Cleveland, OH, USA        |                       |
| Oavgjort | 10-2-1 | Marion Reneau (USA)      | Oavgjort (majoritet)     | UFC Fight Night: Belfort vs. Gastelum | 11 mars 2017      | 3    | 5:00 | Fortaleza, Brasilien      |                       |
| Förlust  | 10-3-1 | Holly Holm (USA)         | KO (huvudspark och slag) | UFC Fight Night: Holm vs. Correia     | 17 juni 2017      | 3    | 1:09 | Kallang, Singapore        |                       |
| Förlust  | 10-4-1 | Irene Aldana (MEX)       | Submission (armbar)      | UFC 237                               | 11 maj 2019       | 3    | 3:24 | Rio de Janeiro, Brasilien |                       |